# Barbara Slingsby
Barbara Herbert, comtesse de Pembroke (1668 - 1er août 1721)  est une aristocrate et dame de compagnie britannique, deuxième épouse de Thomas Herbert (8e comte de Pembroke). 

## Biographie
Fille de de Sir Thomas Slingsby, 2e baronnet, et de son épouse, Dorothy Cradock, Barbara avait deux frères : Sir Henry Slingsby, 3e baronnet (1660-1691), et Sir Thomas Slingsby, 4e baronnet (1668-1726) 
Elle est mariée trois fois. D'abord avec Sir Richard Mauleverer, 4e baronnet, d'Allerton Mauleverer, décédé en 1689. Le 14 février 1693, elle épouse en secondes noces, John Arundell (2e baron Arundell de Trerice) (1649-1698)  avec qui elle a un fils, Richard Arundell (1698-1759), député de Knaresborough, arpenteur du Roi pour les routes et maître de l'hôtel de la Monnaie .
Elle épouse le comte de Pembroke le 21 septembre 1708, à Londres. Le comte et la comtesse ont une fille, Lady Barbara Herbert (décédée le 27 décembre 1752), qui, le 3 octobre 1730, épouse Edward Dudley North. 
En 1718, la comtesse devient l'une des Lady of the Bedchamber de la princesse de Galles, Caroline d'Ansbach, conservant le poste jusqu'à sa propre mort trois ans plus tard . 